# Pseudosabinella bakeri
Pseudosabinella bakeri är en snäckart som först beskrevs av Bartsch 1917.  Pseudosabinella bakeri ingår i släktet Pseudosabinella och familjen Eulimidae. Inga underarter finns listade i Catalogue of Life.